# Wang Fuzhi
Wang Fuzhi (em chinês: 王夫之; em pinyin: Wáng Fūzhī; Wade–Giles: Wang Fu-chih; 1619–1692), nome de cortesia Ernong (而農), pseudônimo Chuanshan (船山), foi um ensaísta, historiador e filósofo chinês do final da dinastia Ming e início da dinastia Qing.

## Vida
Nascido em uma família de estudiosos em Hengyang, na província de Hunão, em 1619, Wang Fuzhi começou seus estudos nos textos clássicos chineses quando era jovem. Ele passou nos exames imperiais aos 24 anos, mas sua carreira foi interrompida pela invasão da China pelos Manchus, os fundadores da dinastia Qing.
Permanecendo leal aos imperadores Ming, Wang primeiro lutou contra os invasores e depois passou o resto de sua vida se escondendo deles. Seu refúgio ficava no sopé da Montanha Chuanshan, de onde ele ganhou seu nome alternativo. Ele morreu em 1693, embora não se saiba ao certo onde ou como.

## Trabalho filosófico
Acredita-se que Wang Fuzhi escreveu mais de cem livros, mas muitos deles se perderam. Seus escritos preservados foram reunidos na coletânea Chuanshan yishu quanji (船山遺書全集). Ele também escreveu um comentário sobre Zizhi Tongjian, intitulado "Comentários após a leitura do Tongjian " (讀通鑒論, "Du Tongjian Lun").
Wang era um seguidor de Confúcio, mas acreditava que a filosofia neoconfucionista que dominava a China na época havia distorcido os ensinamentos de Confúcio. Escreveu seus próprios comentários sobre os clássicos confucionistas (incluindo cinco sobre o Yijing, ou Livro das Mutações) e gradualmente desenvolveu seu próprio sistema filosófico. Abordou muitos temas, incluindo metafísica, epistemologia, filosofia moral, poesia e política. Além de Confúcio, também foi influenciado pelos proeminentes neoconfucionistas do início da dinastia Song, Zhang Zai e Zhu Xi.

### Metafísica
A metafísica de Wang é uma forma de materialismo. Ele argumentava que apenas o qi (氣 ou ch’i; energia ou força material) existe; já o li (理, princípio, forma ou ideia) — conceito central no pensamento neoconfucionista ortodoxo, como o de Zhu Xi — não teria existência independente, sendo apenas o princípio interno do qi. Nesse sentido, sua metafísica representa uma continuidade e um desenvolvimento das ideias de Zhang Zai, expressas com mais clareza em seu Comentário sobre a correção da ignorância do Mestre Zhuang. 
Após 1949, com o estabelecimento da República Popular da China, Wang passou a ser reinterpretado por estudiosos marxistas como um “protomaterialista”.

### Ética
As concepções metafísicas de Wang o levaram a formular uma filosofia moral de base naturalista, o que contribuiu para o renascimento do interesse em seus ensinamentos na China moderna. Ele acreditava que os desejos humanos não são inerentemente maus, mas sim inevitáveis e parte essencial da natureza humana. Para Wang, os desejos podiam ser benéficos: a moralidade se fundamentaria em nossos sentimentos pelos outros, e os problemas surgiriam apenas da falta de moderação. Em sua visão, os desejos humanos constituem a principal evidência de nossa conexão com o mundo material. A natureza humana, segundo ele, se desenvolve a partir da nossa base material e das transformações resultantes da interação com o ambiente em que vivemos.

### Epistemologia
Wang atribuía grande importância tanto à experiência quanto à razão. Para ele, o conhecimento resulta da observação do mundo por meio dos sentidos e da reflexão cuidadosa sobre essa experiência. Conhecimento e ação estão interligados, sendo a ação a base do saber. A aquisição do conhecimento, segundo Wang, é um processo gradual e trabalhoso — não há espaço para revelações súbitas ou iluminação instantânea.

### Política e história
Mais do que por seu materialismo, foi por suas visões sobre política e história que Wang Fuzhi ganhou popularidade na China moderna. Ele argumentava que o governo deveria existir para beneficiar o povo, não apenas aqueles que detêm o poder. A história humana, segundo Wang, segue um ciclo contínuo de renovação, caracterizado por um progresso gradual da sociedade. Existem períodos de caos e escassez, assim como de estabilidade e prosperidade, determinados pelo grau de virtude tanto do imperador quanto do povo, mas a tendência geral é ascendente. Esse processo seria regido pelas leis naturais que governam os seres humanos e a sociedade.
Wang considerava o poder dos senhores feudais como uma força negativa, que deveria ser enfraquecida por meio de impostos mais altos — medida que, segundo ele, também favoreceria o aumento do número de camponeses proprietários de terras.
O que se entende por Dao é a gestão de coisas concretas. [...] Laozi estava cego para isso e disse que o Caminho existia no vazio [...] Buda estava cego para isso e disse que o Caminho existia no silêncio [...] Alguém pode continuar proferindo tais palavras extravagantes indefinidamente, mas ninguém jamais poderá escapar das coisas concretas. 
Ch'uan-shan i-shu
Wang também adotou uma forte postura antimanchu em seus escritos e destacou-se por tentar expressar essa posição dentro de um contexto histórico e filosófico mais amplo. Defendia que os chineses e os manchus fossem mantidos como grupos distintos, cada qual em seu território, respeitando mutuamente a soberania — como forma de prevenir invasões ou assimilação cultural.
Embora vinculado ao pensamento confucionista, Wang também reconhecia a "necessidade de operar o sistema", ideia associada ao legalismo chinês.